# GPRS Roaming Exchange
GPRS Roaming Exchange (GRX) ist ein zentralisiertes IP-Netzwerk, das die GPRS-Netze der Mobilfunkbetreiber miteinander verbindet und so ein weltweites Roaming ermöglicht. GRX wird in den von der International Roaming Expert Group (IREG) der GSM Association festgelegten IR.34-Empfehlungen spezifiziert. GPRS-Roaming ist für einen reibungslosen Übergang zu den internationalen 3G-Mobilfunkdiensten erforderlich.

## GRX-Provider
GRX-Provider wie z. B. die Deutsche Telekom oder Telia Company stellen GRX-Transportnetze zur Verfügung, über die Mobilfunkanbieter den GPRS Roaming Exchange ermöglichen können. Dabei peeren die Provider an großen Meeting Points, wie z. B. dem AMS-IX.